# Lycium repens
Lycium repens ist eine Pflanzenart aus der Gattung der Bocksdorne (Lycium) in der Familie der Nachtschattengewächse (Solanaceae).

## Beschreibung
Lycium repens ist ein niederliegender Zwergstrauch, der Wuchshöhen von bis zu 0,35 m erreicht. Seine Laubblätter sind sukkulent und unbehaart. Sie werden 2 bis 27 mm lang und 1 bis 5 mm breit.
Die Blüten sind zwittrig und fünfzählig. Der Kelch ist röhrenförmig und unbehaart bis dicht mit feinen Trichomen behaart. Die Kelchröhre wird 3 bis 5,5 mm lang und ist mit 1 bis 2 mm langen Kelchzipfeln besetzt. Die Krone ist spreizend und weiß-pink gefärbt und besitzt einen roten oder violetten Kronschlund. Die Kronröhre ist 5 bis 8 mm lang, die Kronlappen 2 bis 3,5 mm. Die Staubfäden sind unbehaart.
Die Frucht ist eine orange, kugelförmige Beere, die 8 mm lang und 10 mm breit wird. Je Fruchtknotenfach enthält sie elf bis 15 Samen.

## Vorkommen
Die Art kommt in den argentinischen Provinzen Chubut und Santa Cruz vor.

## Belege
- J.S. Miller und R.A. Levin: Lycium repens. In: Project Lycieae